# Żółw stawowy
Żółw stawowy (Emydoidea blandingii) – gatunek żółwia z rodziny żółwi błotnych (Emydidae), jedyny przedstawiciel rodzaju Emydoidea. Zamieszkuje USA i Kanadę. Jest zagrożony wyginięciem.

## Systematyka
Żółw stawowy jest jedynym przedstawicielem rodzaju Emydoidea Gray, 1870. Jest to gatunek monotypowy.

### Etymologia
- Emydoidea: gr. εμυς emus, εμυδος emudos „żółw wodny”[7]; ιδεα idea „forma, kształt”[8]. Gatunek typowy: Cistudo blandingii Holbrook, 1838.
- blandingii: na cześć Williama Blandinga (1772–1857) – amerykańskiego przyrodnika[4].
- Neoemys: gr. νεος neos „nowy”[9]; rodzaj Emys A.M.C. Duméril, 1806. Nazwa zastępcza dla Emydoidea J.E. Gray, 1870.

## Charakterystyka

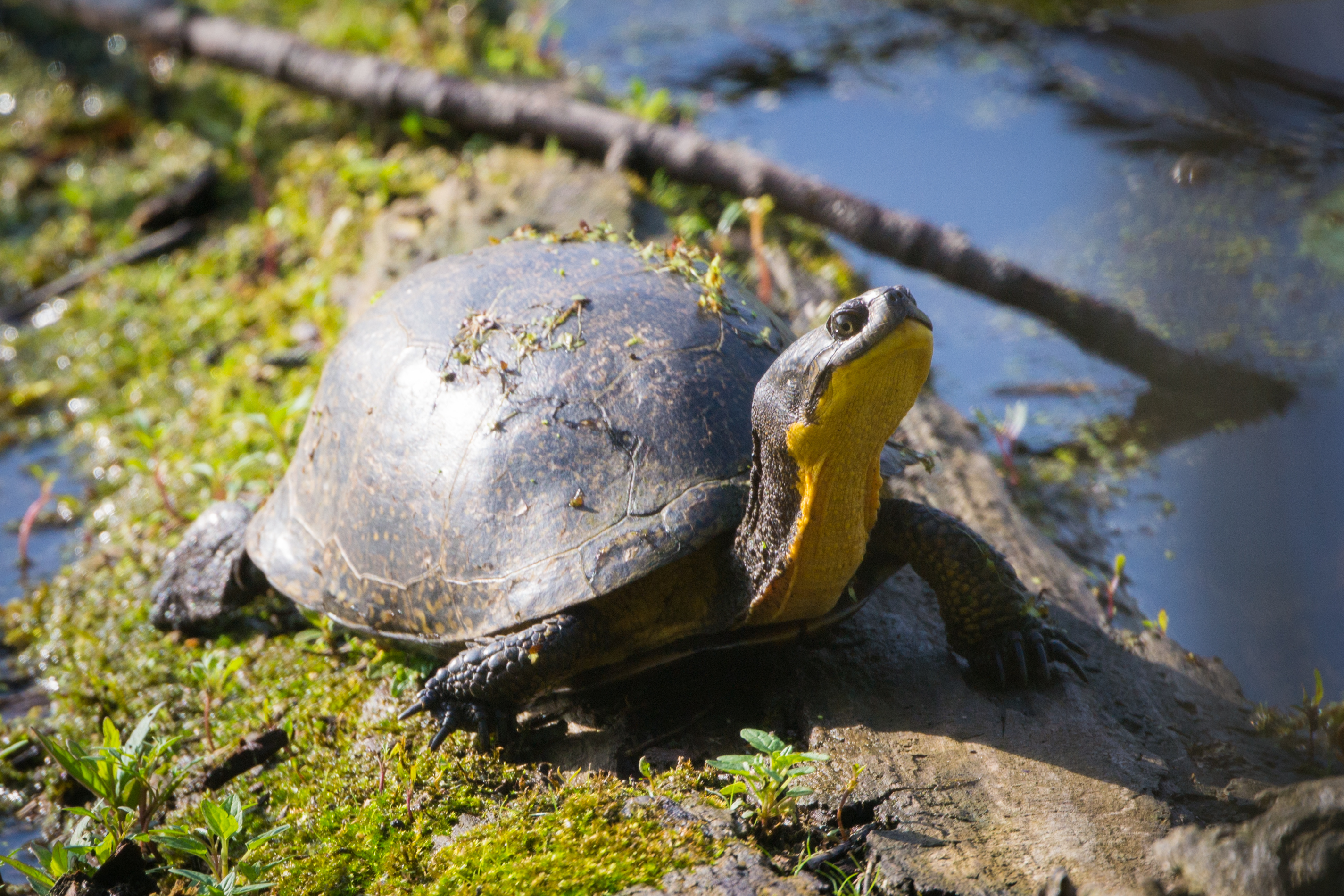
Żółw stawowy z wyciągniętą szyją

Karapaks od ciemnobrązowego po czarny, o długości od 15 do 24 cm; głowa spłaszczona i czarna, dolna część szyi, gardło i dolna szczęka żółte.

## Występowanie
Od środkowych po północno-wschodnie Stany Zjednoczone i południowo-wschodnią Kanadę.